# André Proudhon
Pour les articles homonymes, voir Proudhon.
André Proudhon, né le 30 décembre 1914 à Sanvignes-les-Mines et mort le 10 juillet 1944 à Épinac, est un résistant français, reconnu Juste parmi les nations en 2004.
Après la Libération, il est inhumé à Sanvignes-les-Mines, son village natal.

## Le résistant
Netty et Mina Weistreich, alors enfants, sont prises en charge dès octobre 1942, par André Proudhon. Alors résistant en Saône-et-Loire et dans la Nièvre, André Proudhon fait passer la ligne de démarcation aux deux enfants et les cache dans différents maquis de l'Ain et notamment à Génissiat.
Lors d'une action de sabotage à Épinac, il est abattu en juillet 1944.

## Hommages
Un monument lui rend hommage sur le lieu où il fut abattu, rue du 8-Mai à Épinac. À Sanvignes-les-Mines, où il est né et où il est inhumé, une place porte son nom.